# سيدي بن يبقى
سيدي بن يبقى إحدى بلديات ولاية وهران تابعة لدائرة أرزيو.